# Stefan Klos
Stefan Klos, född 16 augusti 1971 i Dortmund, är en före detta tysk fotbollsmålvakt. Han spelade för Borussia Dortmund från 1991 till 1998 när han flyttade till Glasgow för spel i Rangers.